# Милорад Вељовић
Милорад Вељовић (Свиланово, Нови Пазар, 1958) српски је официр полиције. Он је био директор полиције Србије.

## Биографија
Године 1983. је завршио правни факултет. Од 1986. године радио у СУП-у Крагујевац на пословима сузбијања криминалитета.
Године 2000. постаје начелник Одељења за унапређење оперативног поступања и контролу законитости у раду у Управи криминалистичке полиције МУП-а Србије.
Од средине 2003. до фебруара 2005. године био на дужности помоћника начелника и начелника Одељења у Служби генералног инспектора у Ресору јавне безбедности.
Маја 2005. именован је за начелника Управе криминалистичке полиције МУП-а Србије.
Марта 2006. године унапређен је у чин генерал-мајора. А 15. јуна исте године, одлуком Владе Србије, Вељовић је именован на дужност директора Полиције, коју је обављао до краја 2015. Затим је од 2016. године саветник за безбедност Председника Владе Александра Вучића.